# جائزة ياسر عرفات للإنجاز

شعار مؤسسة ياسر عرفات

- شعار مؤسسة ياسر عرفاتجائزة ياسر عرفات للإنجاز هي جائزة سنوية تمنحها مؤسسة ياسر عرفات منذ عام 2007،[1] بهدف تشجيع الإبداع والتميّز في مجالات العمل الوطني، الثقافي، الاجتماعي، الاقتصادي، والعلمي/الأكاديمي. تُمنح الجائزة للأفراد أو المؤسسات أو فرق العمل التي قدّمت إنجازات بارزة ومؤثرة في المجتمع الفلسطيني.[2]

## أهداف الجائزة
تهدف الجائزة إلى:
- تشجيع العمل الجاد والمتميّز في المجالات المختلفة.
- تقدير الإنجازات الحقيقية التي تخدم المجتمع الفلسطيني.
- تعزيز روح الإبداع والابتكار في العمل الوطني والثقافي والاجتماعي.[2]

## نظام الجائزة ومعايير التقييم
تُمنح الجائزة سنويًا وتتكون من شهادة تقدير، مجسم رمزي، ومبلغ مالي قدره 25,000 دولار أمريكي.

### معايير التقييم:
1. الأصالة والإبداع في العمل المنجز.
2. ترسيخ النهج القيادي.
3. الجهد المبذول لتحقيق الإنجاز.
4. الأثر الإيجابي المستدام للعمل.
5. التقدير الشعبي للعمل المنجز

### شروط الترشيح:
- لا يجوز للمرشح أن يرشح نفسه.
- يجب أن يتم الترشيح من قبل جهات اعتبارية أو أفراد مرموقين.
- يُشترط أن يكون المرشح فلسطينيًا حيًا، أو مؤسسة قائمة قدمت خدمات جليلة للوطن.
- يجوز ترشيح غير الفلسطيني إذا قدم خدمات جليلة لفلسطين.[2][3]

## الفائزون بالجائزة
من بين الفائزين بالجائزة:
- 2024: مُنحت الجائزة للمستشفى الأهلي العربي "المعمداني" في قطاع غزة، تقديرًا لجهود الطاقم الصحي في خدمة المواطنين خلال العدوان الإسرائيلي على غزة.[4]

## التعديلات الاستثنائية على الجائزة
نظرًا للظروف المأساوية التي يعيشها الشعب الفلسطيني في ظل العدوان الإسرائيلي، قررت مؤسسة ياسر عرفات، وللعام الثاني على التوالي (2025)، تخصيص الجائزة لدعم صمود الشعب الفلسطيني وثباته على أرضه، خلافًا للإجراءات الاعتيادية للإعلان عن الترشح للجائزة.

## التواصل والتقديم
تُعلن المؤسسة عن فتح باب الترشيح للجائزة في 1 مايو من كل عام، وتُقبل طلبات الترشيح حتى 31 يوليو. يتم الإعلان عن الفائز في حفل خاص يُقام في ذكرى استشهاد الرئيس ياسر عرفات.